# Rapsodie nègre
La Rapsodie nègre de Francis Poulenc est une œuvre vocale pour baryton et petit ensemble instrumental composée au printemps 1917.
Éditée en 1919 à Londres par Chester Music, elle s'appuie sur le poème d'un prétendu écrivain du Liberia, Makoko Kangourou, vraie-fausse supercherie littéraire. Cette première œuvre conservée du compositeur témoigne d'une instrumentation déjà personnelle et reçoit les critiques les plus chaleureuses à sa création en décembre 1917.

## Genèse
Alors que son père exige qu'il suive des études classiques et passe son baccalauréat excluant une orientation vers le Conservatoire, la mère de Francis Poulenc prend en charge l'éducation musicale du jeune homme et l'oriente tout d'abord vers Mlle Boutet de Monvel pour qu'il apprenne le piano puis, à l'âge de quinze ans, vers le célèbre pianiste Ricardo Viñes. Mais le jeune homme ne se contente pas de jouer et se met à la composition.  Viñes le recommande en 1921 à Charles Koechlin pour qu'il approfondisse ce domaine.
Ses deux premières œuvres sont aujourd'hui perdues mais la première, Processionnal pour la crémation d'un mandarin pour piano évoque son goût précoce pour l'exotisme et suit la mode parisienne qui s'enthousiasme pour l’Art nègre. En 1917, il trouve chez un bouquiniste un recueil de poèmes d'un soi-disant auteur nègre du Liberia, Les Poésies de Makoko Kangourou. Cette supercherie littéraire lui donne le prétexte d'une mélodie. Il choisit celle écrite en pseudo-nègre, Honoloulou dont la première strophe est :
Honoloulou, poti lama !

Honoloulou, Honoloulou,

Kati moko, mosi bolou

Ratakou sira, polama !
En septembre 1917, il présente l'œuvre à Paul Vidal du Conservatoire de Paris qui l'accueille avec colère. Poulenc, dans une lettre adressée à Ricardo Viñes rapporte la réaction de Vidal : « Il la lit attentivement, plisse le front, roule des yeux furibards en voyant la dédicace à Erik Satie, se lève et me hurle exactement ceci : « Votre œuvre est infecte, inapte, c'est une “couillonnerie” infâme. Vous vous foutez de moi, des quintes partout ; et cela est-ce cul cet Honoloulou ? Ah, je vois que vous marchez avec la bande de Stravinsky, Satie et cie, eh bien, bonsoir ! » et il m'a presque mis à la porte ; me voilà donc sur le carreau, ne sachant que faire, qui aller consulter [...]. »

### Création
Malgré cet accueil pour le moins défavorable, l'œuvre est créée au théâtre du Vieux-Colombier à Paris le 11 décembre 1917 lors d'un concert « d'avant-garde » organisé par Jane Bathori. Le baryton qui doit créer l'œuvre, Freiner, se désiste au dernier moment et Francis Poulenc le remplace « sans le moindre émoi » selon Henri Hell. L'œuvre est reprise dès le 15 janvier 1918 lors d'un concert qui réunit certains des compositeurs qui formeront plus tard le « groupe des Six »,.

### Réception
Selon l'expression de la violoniste Hélène Jourdan-Morhange, l'œuvre recèle des « naïvetés charmeuses ». Le compositeur Maurice Ravel est présent à la création et se serait exclamé avec humour : « Ce qu'il y a de bien avec Poulenc, c'est qu'il invente son propre folklore ». L'œuvre est accueillie triomphalement, et dès le lendemain, la nouvelle se propage qu'un nouveau talent musical vient d'éclore en la personne de Francis Poulenc. Serge de Diaghilev se penche sur le jeune compositeur et songe à la création d'un ballet. Ce sera chose faite avec Les Biches, en 1924. Igor Stravinsky félicite la composition et se charge de la faire éditer à Londres par Chester Music, avec les Mouvements perpétuels pour piano,, ce dont Poulenc lui sera reconnaissant jusqu'à la fin de sa vie.

## Structure et analyse

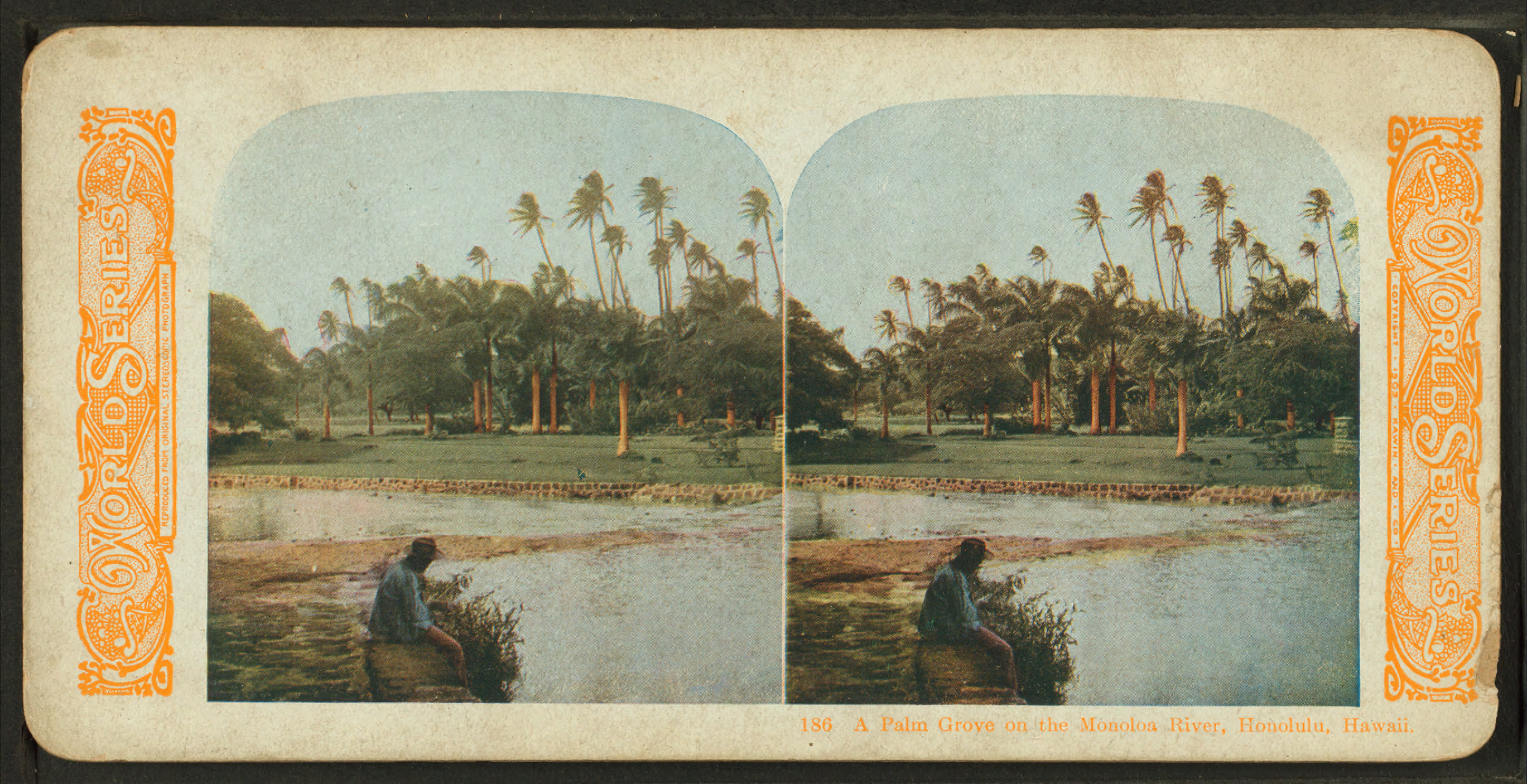
Vue stéréoscopique d'une palmeraie sur la Monoloa River à Honolulu, Hawaï, vers 1910.

L'œuvre est composée pour baryton, quatuor à cordes (deux violons, alto, violoncelle), flûte, clarinette en si  et piano. Elle comprend cinq mouvements :
1. Prélude – 4/4, « Modéré » (2 min 10 s)
2. Rondo  – 8/8, « Très vite » (1 min 20 s)
3. Honoloulou (intermède vocal) – 2/4, « Lent et monotone » (2 min 20 s)
4. Pastorale – 3/4, « Modéré » (2 min 20 s)
5. Finale – 2/4, « Presto et pas plus » (3 min 10 s)

Les deux premiers et le quatrième mouvement ne sont qu'instrumentaux. Le troisième, l'intermède vocal, composé des trois strophes du poème Honoloulou, est écrit pour chant et piano. Le Finale réunit tous les participants.

## Discographie sélective
- Le Bal masqué, Le Bestiaire, Le Gendarme incompris, Rapsodie nègre, etc., François Le Roux, Dominique Visse, Lambert Wilson, Orchestre national de France, Charles Dutoit – Decca, 1996
- Poulenc, Complete Chamber Music, vol. 4, Naxos